# Kontraheringsplikt
Kontraheringsplikt innebär skyldighet att sluta avtal och är därmed ett undantag från huvudregeln om avtalsfrihet i avtalsrätten. Kontraheringsplikten kan beskrivas som ett förbud mot att neka avtal eller utföra en prestation utan saklig grund. Även inskränkningar i rätten att säga upp frivilligt ingångna avtal av varaktig typ, kan ses som en kontraheringsplikt.
Huvudmotiven till plikten är beroendeförhållande, marknadsrättsliga regleringar, allmänintresset, likabehandling, säkerhet, hälsovård och miljöskäl.
Områden som berörs i Sverige är bankverksamhet, försäkringar, immaterialrätt, vissa yrkesgrupper, inköp av dagligvaror, associationsrätt, fastighetsrätt, och sammankomster av allmän eller offentlig art.
Specifika områden som berörs är vatten, avlopp, renhållning, sjukvård, transport, taxibolag, statliga monopol såsom Systembolaget, förlängning av hyresavtal för bostad, anställningsskydd och aktieägande.
Yrkesgrupper som berörs är läkare, notarius publicus, auktoriserade bilskrotare.
Företag kan ändå vägra avtal med hänsyn till egna villkor som kan vara svåra för en del att uppfylla. Vägran måste ha saklig grund, men det är relativt stor frihet för företag att utforma sådana avtalsvillkor, även om till exempel diskriminering för sådant som hudfärg inte får ske. Till exempel kan svenskt id-kort, kontokort, mobiltelefon med mera krävas för vissa tjänster. Kontanter tas ibland inte emot med de anställdas säkerhet som skäl men den avgörande faktorn anges i en svensk-dansk studie vara huruvida det påverkar försäljningen.